# 南码头路街道
南码头路街道是中国上海市浦东新区下辖的一个街道，1986年由塘桥街道划出部分地区成立，1993年从南市区划入浦东新区。面积4.22平方公里。户籍人口8.4万人（2008年）。

## 行政区划
南码头路街道下辖：
西三里桥居委会、塘南居委会、银河居委会、沂南路居委会、东三里桥居委会、胶南路居委会、临沂一村居委会、临沂二村居委会、临沂三村居委会、临沂五村居委会、临沂八村第一居委会、临沂八村第二居委会、新桥居委会、港机新村居委会、六北居委会、鹏欣居委会、金星居委会、建业居委会、东盛居委会、六里第一居委会、六里第二居委会、六里第三居委会、六里第四居委会、龙馥居委会、临沂六村居委会、临沂七村居委会、东方城市花园居委会。